# Вілсон (Доктор Хаус)
«Вілсон» (англ. Wilson)  — дев'ята серія шостого сезону американського телесеріалу «Доктор Хаус». Прем'єра епізоду проходила на каналі FOX 30 листопада 2009. Доктор Хаус і його нова команда мають врятувати друга Вілсона, який виявився егоїстом.

## Сюжет
Під час полювання у Такера, друга Вілсона,  виникає параліч руки. У лікарні Вілсон помічає, що у Ешлі, подруги Такера, герпес. Він розуміє, що його друг заразився ним і він вразив спинний мозок. Це вказує на поперековий мієліт, Віслон переводить Такера до окремої палати і починає лікування. Хаус дізнається про справу Вілсона і про те, що 5 років тому він поставив другу діагноз — лейкемія. Проте тепер чоловік почуває себе доволі добре. Хаус вважає, що теперішній діагноз Вілсона не правильний, він думає, що у пацієнта рак.
Невдовзі Такер каже, що відчуває поколювання у нозі. Вілсон вирішує виписати сильніші ліки. Його друг також просить Вілсона подзвонити дочці і попросити її прийти. Згодом у пацієнта виникає сильний кашель і погіршення роботи легенів. Вілсон розуміє, що Хаус був правий, але вирішує звернутися по допомогу до команди. Тринадцята вважає, що чоловік заражений аспергілом. Часу на дослідження немає, тому Вілсон робить операцію. Хірурги не знаходять грибок, проте розуміють, що у пацієнта загальне ушкодження легенів, що вказує на пневмоцитоз. Хаус робить аналіз і каже Вілсону, що у Такера гостра лімфопластична лейкемія. Вілсон робить хірургічне шунтування, а через деякий час у пацієнта виникає параліч ніг. Хімієтерапія не допомагає, тому у Такера дуже малий шанс вилікуватись. Вілсон вирішує спробувати небезпечне подвоєне лікування хімієтерапією. Невдовзі Такеру стає краще і у нього зникає параліч. Проте Вілсон помічає у нього жовтяницю, що вказує на відмову печінки.
Такер просить Вілсона віддати йому половину своєї печінки. Після вагань він погоджується і Такеру пересаджують половину печінки Вілсона.

## Цікавинки
- Кадді і Лукас вирішують жити разом і хочуть переїхати у нову квартиру. Проте Вілсон знає, що ця новина зробила боляче Хаусу, і першим купує квартиру, яка так сподобалась Кадді.